# 電子調達
電子調達（でんしちょうたつ）とは企業が企業間取引（B2B）の調達をインターネット等の情報システムを利用して行うこと。
今日では、電子調達の手法として、電子データ交換(Electronic Data Interchange,EDI)を利用したものが最も広く利用されている。しかしこの方法だと購入企業はそれぞれのサプライヤー間をEDIで繋ぐ必要がある。
サプライヤーが商品カタログをインターネットのハブ上に掲載し調達企業が必要なものを選び購入する方法をカタログハブと呼ぶ。この方法で調達企業は発注コストを削減でき、サプライヤーは商品、サービスのコストを下げることができる。この方法だと企業はEDIへ投資する必要がなくインターネット上で数多くのサプライヤーと取引できる。ただし、値段交渉はオフラインでする必要がある。
サプライヤーとバイヤーが電子上のマーケットで売買することをエクスチェンジと呼ぶ。エクスチェンジは企業間の契約交渉やその他の長期的な条件交渉をする手間を省く。従ってこの方法は単発的な発注に向いている。
オークションではシステム上で購入側企業が入札をし最も高い値段を付けた企業がサプライヤーからの商品、サービスを落札をする。入札は競争企業にクローズド形式なものとオープン形式なものとに分類される。逆にサプライヤーが入札をし最も安い値段を付けた企業が商品、サービスを納入するシステムをリバースオークションと呼ぶ。
SRM(Supplier Relationship Management)と呼ばれる手法は、RFI（情報提供依頼）RFP（提案依頼）RFQ（見積依頼）を複数のサプライヤーに送付し、その回答を分析して最適なサプライヤーを選定する手法で、通常は購買企業のクローズドなシステムとして実装される。
インターネットを使用した最初の大規模な電子調達システムは、1996年にゼネラル・エレクトリックが開発した「TPN」だと言われている。